# Bengt Horn
Bengt Klasson Horn (* 10. November 1623 in Vikhus; † 7. Februar 1678 in Riga) war ein schwedischer Generalgouverneur in Estland.

## Leben

### Herkunft und Familie
Bengt war Angehöriger der Familie der schwedischen Freiherren Horn. Seine Eltern waren der Regierungsrat und Erbherr auf Åminne, Freiherr Klas Kristersson Horn (1587–1651) und Sigrid Oxenstierna (1590–1644). Der Feldmarschall Krister Horn (1622–1692) war sein Bruder.
Horn trat drei Mal in den Stand der Ehe:
⚭I 1652 mit Margareta Sparre (1631–1660), Hoffräulein von Königin Christina
⚭II 1662 mit Ingeborg Banér (1641–1675)
⚭III 1677 mit Margareta Bielke (* 1653)

### Werdegang
Obwohl er für den zivilen Staatsdienst vorgesehen war, entschied sich Horn 23-jährig für den Eintritt in die Armee. Er schloss sich General Carl Gustaf Wrangel an und nahm an den letzten Jahren des Dreißigjährigen Krieges teil. Im Jahre 1648 erhielt er seine Beförderung zum Oberstleutnant und kehrte 1651 nach Schweden zurück, wo er 1653 Oberst der königlichen Leibgarde wurde. In den Jahren 1654 bis 1655 war er Gouverneur von Halland. Noch im Jahr 1655 wurde er mit dem Leibregiment nach Polen entsandt. Hier konnte er sich bei der Belagerung von Marienburg auszeichnen. Nach der Einnahme der Stadt wurde er ebd. Kommandant. Im selben Jahr, stieg er zum Generalmajor auf und wurde zum Generalgouverneur von Estland ernannt. Späterhin war er auch einer der Bereiter des Friedens in Kardis. 1660 wurde er zum Reichsrat berufen. Er blieb bis 1674 Gouverneur in Estland und war zudem von 1674 bis 1677 Präsident des Svea hovrätt. Im Jahr 1677 avancierte er zum Feldmarschall.